# Tangavelleda tanzanicola
Tangavelleda tanzanicola – gatunek chrząszcza z rodziny kózkowatych i podrodziny zgrzypikowych. Jedyny przedstawiciel rodzaju Tangavelleda.

## Zasięg występowania
Gatunek ten występuje w Tanzanii.